# Nfakwe
Nfakwe (ou Mfakwe, Mafakwe, Mfakwe-Myaku) est une localité du Cameroun située dans le département du Manyu et la Région du Sud-Ouest, à proximité de la frontière avec le Nigeria. Elle fait partie de la commune d'Akwaya et du canton de Takamanda.

## Population
La localité comptait 120 habitants en 1953, puis 178 en 1969.
Lors du recensement de 2005, on y a dénombré 183 personnes.